# Église Saint-Bonnet de Saint-Bonnet-le-Chastel
Pour les articles homonymes, voir église Saint-Bonnet.
L'église Saint-Bonnet est une église située à Saint-Bonnet-le-Chastel dans le département français du Puy-de-Dôme, en région Auvergne-Rhône-Alpes.

## Historique
L’église est datée de la fin du XVe ou du début du XVIe siècle. Le clocher, de style plus récent, est d’époque moderne.

### Protection
L'église est inscrite au titre des monuments historiques par arrêté du 12 avril 1954.

## Description
L’église comprend une nef de trois travées voûtées d’ogives, flanquée de chapelles latérales, et un chœur à abside polygonale. La façade sud est dotée d’un portail gothique orné d’une statuette ancienne sur console sculptée. Le clocher moderne est ajouré de baies géminées et couronné d’une flèche.
La poutre de gloire avec la statue du Christ en croix et un plat de quête sont répertoriés dans la base Palissy,.